# Maria Christina von Sachsen (1735–1782)

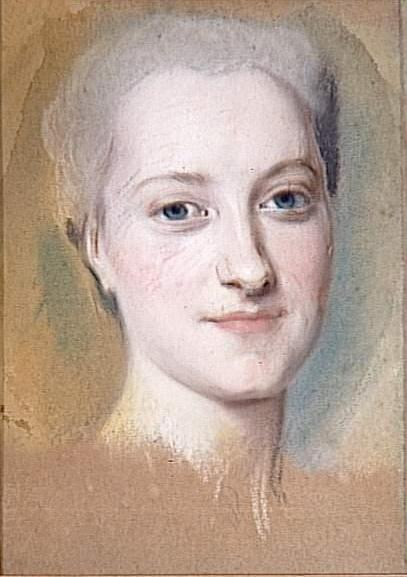
Maria Christina von Sachsen, Porträt von Maurice Quentin de La Tour, Öl auf Leinwand, 1763

Maria Christina Anna Theresia Salomea Eulalia Franziska Xaveria von Sachsen und Polen (* 12. Februar 1735 in Warschau; † 19. November 1782 in Brumath) war eine aus der albertinischen Linie des Fürstengeschlechts der Wettiner stammende kursächsisch-polnische Prinzessin und später Sternkreuzordensdame sowie Fürstäbtissin des freiweltlichen Reichsstifts in Remiremont.

## Leben
Maria Christina war die Tochter des Kurfürsten und König August III. von Sachsen und Polen (1696–1763) und seiner Frau der Erzherzogin Maria Josepha von Österreich (1699–1757), Tochter des Kaisers Joseph I. und Prinzessin Amalia Wilhelmine von Braunschweig-Lüneburg. Ihre Großeltern väterlicherseits waren Kurfürst und König August II. der Starke und Prinzessin Christiane Eberhardine von Brandenburg-Bayreuth. Großen Wert legten die Eltern auf eine gute Erziehung ihrer Kinder, auch für die Prinzessinnen. So bekam Maria Christina Unterricht in Latein, Französisch, Polnisch, Philosophie, Geographie, Religion, Zeichnen, Musik und Tanz.
Noch zur Amtszeit der Fürstäbtissin Anne Charlotte de Lorraine (zu Luneville, Lothringen, Frankreich 1714 – zu Mons, Belgien 1773) wurde Maria Christina 1764 zur Koadjutorin mit dem Recht der Nachfolge (als Äbtissin) gewählt. Die Wahl erfolgte einstimmig, was nicht weiter verwundert, waren doch im Vorfeld aus Wien und Dresden 45.000 Gulden an die wahlberechtigten Stiftsdamen und Kanoniker in Remiremont geflossen. Nach dem Tod der bei Maria Christinas Wahl bereits 59 Jahre alten und kränklichen Vorgängerin Anne Charlotte de Lorraine trat Prinzessin Maria Christiana im Monat November des Jahres 1773 das Amt der Äbtissin in Remiremont an. Als Fürstäbtissin in Remiremont hatte sie Sitz und Stimme im Reichstag, alle Rechte und Pflichten einer Reichsfürstin (wie etwa Niedere Gerichtsbarkeit, Steuerrecht, Gesetzgebung, Münzprägung und Heeresfolge), und genoss Immunität gegenüber der weltlichen Gewalt.
Fürstäbtissin Maria Christina starb am 19. November 1782 in Brumath, im Schloss, heutige evangelische Kirche, und wurde in der Krypta zu Remiremont, Departement des Vosges bestattet.

## Vorfahren
| Ahnentafel von Maria Christina von Sachsen | Ahnentafel von Maria Christina von Sachsen                                                          | Ahnentafel von Maria Christina von Sachsen                                                      | Ahnentafel von Maria Christina von Sachsen                                                                    | Ahnentafel von Maria Christina von Sachsen                                                                    | Ahnentafel von Maria Christina von Sachsen                                                  | Ahnentafel von Maria Christina von Sachsen                                                                  | Ahnentafel von Maria Christina von Sachsen                                                                          | Ahnentafel von Maria Christina von Sachsen                                                                          |
| ------------------------------------------ | --------------------------------------------------------------------------------------------------- | ----------------------------------------------------------------------------------------------- | --- | --- | ------------------------------------------------------------------------------------------- | --- | --- | --- |
| Ururgroßeltern                             | Kurfürst Johann Georg II. (1613–1680) ⚭ 1638 Magdalena Sibylle von Brandenburg-Bayreuth (1612–1687) | König Friedrich III. (1609–1670) ⚭ 1643 Sophie Amalie von Braunschweig-Calenberg (1628–1685)    | Erdmann August von Brandenburg-Bayreuth (1615–1651) ⚭ 1641 Sophie von Brandenburg-Ansbach (1614–1646)         | Herzog Eberhard III. (1614–1674) ⚭ 1637 Anna Katharina Dorothea von Salm-Kyrburg (1614–1655)                  | Kaiser Ferdinand III. (1608–1657) ⚭ 1631 Maria Anna von Spanien (1606–1646)                 | Kurfürst Philipp Wilhelm von der Pfalz (1615–1690) ⚭ 1653 Elisabeth Amalia von Hessen-Darmstadt (1635–1709) | Herzog Georg (1582–1641) ⚭ 1617 Anna Eleonore von Hessen-Darmstadt (1601–1659)                                      | Eduard von der Pfalz (1625–1663) ⚭ 1645 Anna Gonzaga (1616–1684)                                                    |
| Urgroßeltern                               | Kurfürst Johann Georg III. (1647–1691) ⚭ 1666 Anna Sophie von Dänemark und Norwegen (1647–1717)     | Kurfürst Johann Georg III. (1647–1691) ⚭ 1666 Anna Sophie von Dänemark und Norwegen (1647–1717) | Markgraf Christian Ernst von Brandenburg-Bayreuth (1644–1712) ⚭ 1671 Sophie Luise von Württemberg (1642–1702) | Markgraf Christian Ernst von Brandenburg-Bayreuth (1644–1712) ⚭ 1671 Sophie Luise von Württemberg (1642–1702) | Kaiser Leopold I. (1640–1705) ⚭ 1676 Eleonore Magdalene von der Pfalz (1655–1720)           | Kaiser Leopold I. (1640–1705) ⚭ 1676 Eleonore Magdalene von der Pfalz (1655–1720)                           | Herzog Johann Friedrich von Braunschweig-Calenberg (1625–1679) ⚭ 1668 Benedicta Henriette von der Pfalz (1652–1730) | Herzog Johann Friedrich von Braunschweig-Calenberg (1625–1679) ⚭ 1668 Benedicta Henriette von der Pfalz (1652–1730) |
| Großeltern                                 | König August II. (1670–1733) ⚭ 1693 Christiane Eberhardine von Brandenburg-Bayreuth (1671–1727)     | König August II. (1670–1733) ⚭ 1693 Christiane Eberhardine von Brandenburg-Bayreuth (1671–1727) | König August II. (1670–1733) ⚭ 1693 Christiane Eberhardine von Brandenburg-Bayreuth (1671–1727)               | König August II. (1670–1733) ⚭ 1693 Christiane Eberhardine von Brandenburg-Bayreuth (1671–1727)               | Kaiser Joseph I. (1678–1711) ⚭ 1699 Wilhelmine Amalie von Braunschweig-Lüneburg (1673–1742) | Kaiser Joseph I. (1678–1711) ⚭ 1699 Wilhelmine Amalie von Braunschweig-Lüneburg (1673–1742)                 | Kaiser Joseph I. (1678–1711) ⚭ 1699 Wilhelmine Amalie von Braunschweig-Lüneburg (1673–1742)                         | Kaiser Joseph I. (1678–1711) ⚭ 1699 Wilhelmine Amalie von Braunschweig-Lüneburg (1673–1742)                         |
| Eltern                                     | König August III. (1696–1763) ⚭ 1719 Maria Josepha von Österreich (1699–1757)                       | König August III. (1696–1763) ⚭ 1719 Maria Josepha von Österreich (1699–1757)                   | König August III. (1696–1763) ⚭ 1719 Maria Josepha von Österreich (1699–1757)                                 | König August III. (1696–1763) ⚭ 1719 Maria Josepha von Österreich (1699–1757)                                 | König August III. (1696–1763) ⚭ 1719 Maria Josepha von Österreich (1699–1757)               | König August III. (1696–1763) ⚭ 1719 Maria Josepha von Österreich (1699–1757)                               | König August III. (1696–1763) ⚭ 1719 Maria Josepha von Österreich (1699–1757)                                       | König August III. (1696–1763) ⚭ 1719 Maria Josepha von Österreich (1699–1757)                                       |
| Maria Christina von Sachsen                | |                                                                                                 | | |                                                                                             | | | |

| Personendaten    | Personendaten |
| ---------------- | --- |
| NAME             | Maria Christina von Sachsen |
| ALTERNATIVNAMEN  | Maria Christina Anna Theresia Salomea Eulalia Franziska Xaveria von Sachsen und Polen                                            |
| KURZBESCHREIBUNG | kursächsisch-polnische Prinzessin, später Sternkreuzordensdame sowie Fürstäbtissin der freiweltlichen Reichsstifts in Remiremont |
| GEBURTSDATUM     | 12. Februar 1735 |
| GEBURTSORT       | Warschau |
| STERBEDATUM      | 19. November 1782 |
| STERBEORT        | Brumath |